# サイハイブーツ

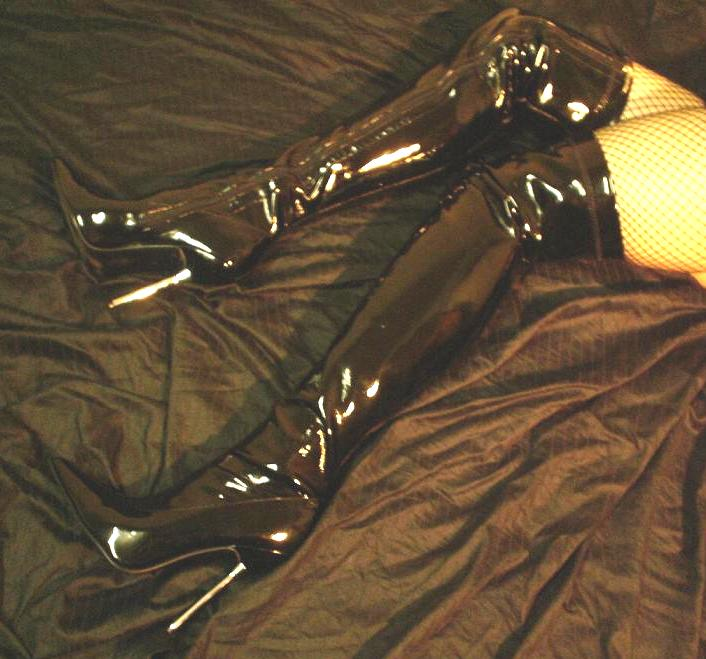
サイハイブーツ

サイハイブーツ（Thigh high boots、タイハイブーツとも）は、太腿くらいまでの高さ（サイハイ）があるブーツ。

## 概要
主に若年層の女性を対象に冬用ファッションとして販促される。サイハイブーツの「サイ」は英語の「Thigh」つまり太腿に由来し、「Thigh high」で「太腿ぐらいの高さ」を表す。材質は、ヒール部を除いて主に合皮や伸縮性エナメルなどの取り回しに優れた材質が選択されるが、これは膝丈をカバーするために硬質性の材質が使用できないためである。

## 特徴
足回りに特徴的なアクセントを加えることで足を長く、細く見せる効果を持つ。また防寒性に優れ、冬でもショートパンツやミニスカートなどと合わせることができる。

## 一覧

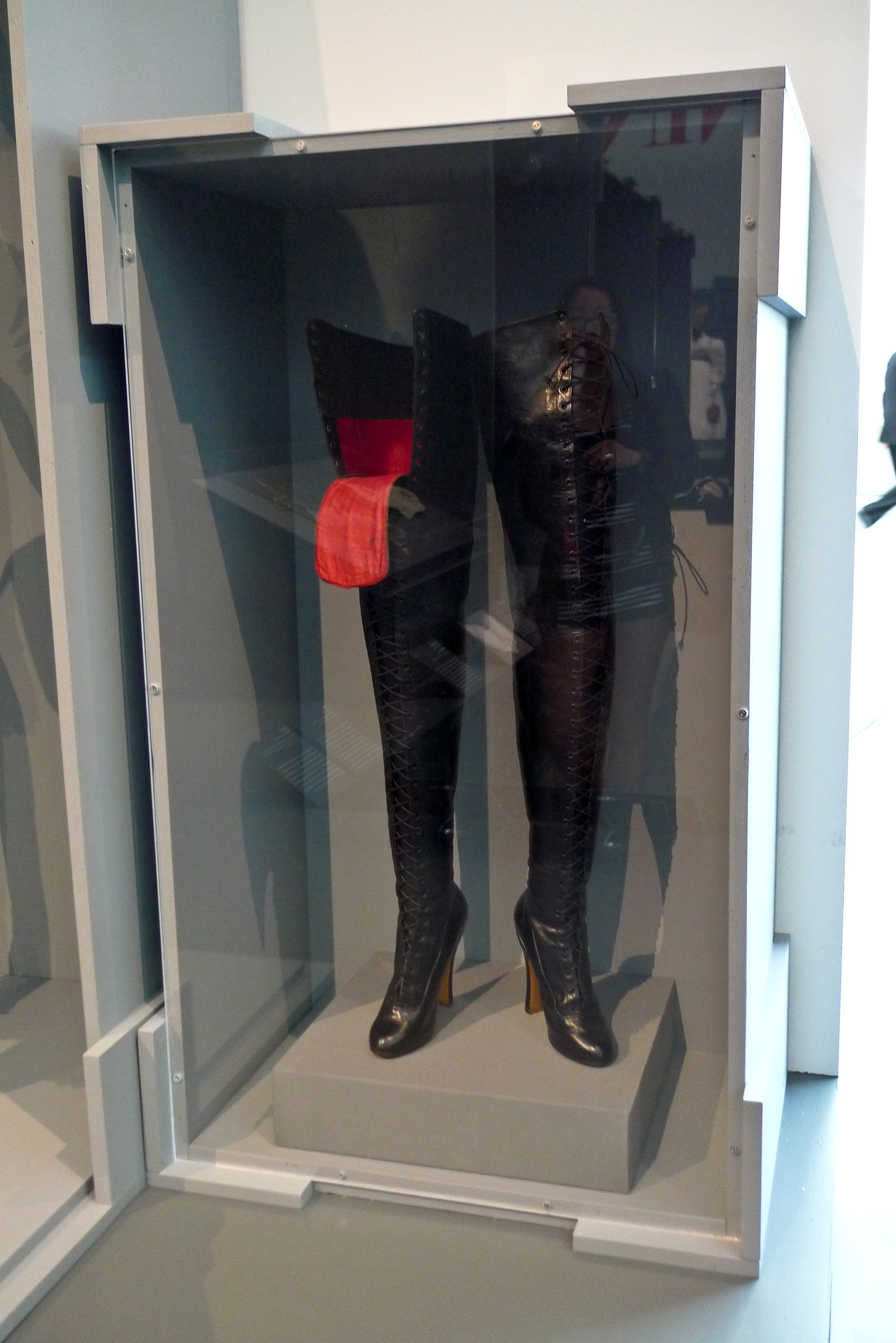
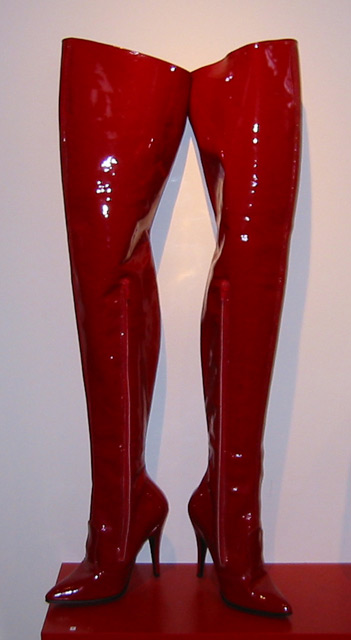
女性用のエナメル製のサイハイブーツ